# Germainia capitata
Germainia capitata là một loài thực vật có hoa trong họ Hòa thảo. Loài này được Balansa & Poitr. mô tả khoa học đầu tiên năm 1873.